# Gabe Newell
(Gabe Newell)
Gabe Logan Newell, detto Gaben (Seattle, 3 novembre 1962), è un autore di videogiochi e dirigente statunitense, presidente di Valve Corporation.

## Carriera
Dopo aver lasciato l'Università di Harvard, lavorò tredici anni per la Microsoft Corporation, diventando un "Milionario della Microsoft". Newell si descrive come "il produttore delle prime tre versioni di Windows". Ispirato da Michael Abrash, il quale lasciò Microsoft per lavorare sul gioco per computer Quake all'id Software, Newell ed un altro impiegato della Microsoft, Mike Harrington, lasciarono la società per fondare Valve nel 1996. Lui ed Harrington usarono i loro soldi per finanziare Valve attraverso lo sviluppo di Half-Life.
Durante la produzione di Half-Life 2, trascorse alcuni mesi concentrandosi nel progetto Steam. Nel 2007, Newell espresse apertamente il suo dispiacere dopo lo sviluppo del suo software per le console, particolarmente per la PlayStation 3. Riguardo al sistema, Newell affermò: "Penso che PlayStation 3 sia una perdita di tempo per tutti. Investire sul Cell, investire nelle SPE non dà benefici nel lungo periodo. PS3 è un totale disastro in relazione a diversi aspetti. Io penso che Sony non sia riuscita ad individuare cosa vogliano i consumatori e cosa vogliano gli sviluppatori. Dovrebbero essere dispiaciuti, arrestarne la vendita e smettere di cercare di convincere la gente a sviluppare per questa piattaforma".
Tuttavia, in occasione dell'E3 del 2010, Newell apparve sullo stage alla conferenza della Sony, pur riconoscendo i suoi precedenti commenti sullo sviluppo della console, discusse la natura aperta della Playstation 3, ed annunciò Portal 2 sulla console, sottolineando che con il supporto di Steamworks sarebbe stata la migliore versione di ogni console. Durante lo stesso periodo, Gabe, si trovò anche in una posizione molto critica nei confronti di Xbox Live, riferendosi al servizio di Microsoft come «un disastro».

## Vita privata
Gabe è sposato con Lisa Newell e ha un figlio, Gray. Ha sofferto di distrofia endoteliale di Fuchs, una malattia congenita che colpisce la cornea, ma è stato curato da due trapianti di cornea nel 2006 e nel 2007. Ha dichiarato che i suoi 3 giochi preferiti sono Star Trek, Doom e Super Mario 64; a proposito di questi ultimi due, Gabe, ha detto che Doom lo convinse che i videogiochi fossero il futuro dell'intrattenimento, e Super Mario 64 lo convinse che i videogiochi fossero arte. Nel dicembre 2010, Forbes nominò Newell come "Un nome che dovresti conoscere" principalmente per il suo lavoro su Steam e per la sua collaborazione con alcuni dei maggiori sviluppatori; la stessa rivista nel 2016 ha constatato che Gabe ha un patrimonio netto stimato intorno ai 2.2 miliardi di dollari.
Nel 2008 Gabe fu inserito da IGN nella lista dei 100 migliori creatori di videogiochi di tutti i tempi, al 16º posto per il suo straordinario lavoro con Half-Life, The Orange Box, Counter-Strike, Left 4 Dead e Steam.
Gabe è un sostenitore finanziario del Partito Democratico. Nel 2020 ha fatto richiesta per un permesso di soggiorno in Nuova Zelanda.